# تمام بن عباس
تمام بن عباس پسرعموی محمد، پیامبر اسلام و کوچکترین فرزند عباس بن عبدالمطلب بود، که در مدینه به دنیا آمد. مادرش کنیزی بیزانسی بود. وی در زمان خلافت علی بن ابی طالب از هنگام نبرد صفین جانشین سهل بن حنیف شد. بنا بر نقلی او مستقیماً از سوی علی منصوب شد و بنا بر نقل دیگر برادرش قثم بن عباس که فرماندار علی در مکه بود، وی را منصوب کرد.